# Edward Dubanowicz
Edward Ignacy Dubanowicz (ur. 6 stycznia 1881 w Jaszczwi, zm. 18 października 1943 w Londynie) – polski działacz polityczny, prawnik, profesor Uniwersytetu Jana Kazimierza (UJK) we Lwowie. Poseł na Sejm Rzeczypospolitej Polskiej (1919–1927), współautor konstytucji marcowej z 1921, założyciel Narodowego Zjednoczenia Ludowego (1920) i Narodowo-Chrześcijańskiego Stronnictwa Ludowego (1921).

## Życiorys
Był synem ochrzczonego w obrządku greckokatolickim rządcy Mikołaja i Henryki z domu Smosna. Jego ojciec pracował dla Augusta Stojowskiego w Jaszczwi i w Żarnowcu, gdzie mieszkała przed ślubem jego matka; później zatrudniał ojca w Klimkówce Teofil Ostaszewski. Od 1891 Dubanowicz był uczniem gimnazjum w Sanoku, w 1894 przeniósł się do rzeszowskiego Gimnazjum (1899), które ukończył równolegle z Władysławem Sikorskim. W ramach egzaminu dojrzałości napisał wypracowanie pt. „Wpływ upadku Konstantynopola (1453) na rozwój stosunków politycznych i na oświatę w Europie”. W 1899 podjął studia polonistyczne, a w 1903 prawnicze na Uniwersytecie im. Cesarza Franciszka I we Lwowie. Uzyskał tytuł doktora filozofii w 1904 broniąc pracy „Juliusza Słowackiego »Ksiądz Marek«” i doktora praw w 1909 po obronie pracy „O wywłaszczeniu dla użyteczności publicznej”. W 1907 wyjechał na stypendium naukowe do Paryża i Londynu.
Jako student należał do Związku Młodzieży Polskiej „Zet” podporządkowanego Lidze Narodowej, uczestniczył w jego zjazdach w Zurychu. Był pod szczególnym wpływem Jana Popławskiego. Od końca studiów należał do koła Ligi Narodowej we Lwowie, od 1905 do Centralizacji, brał udział w formowaniu kadr Stronnictwa Demokratyczno-Narodowego. W roku szkolnym 1904/1905 jako zastępca nauczyciela pracował w C. K. IV Gimnazjum we Lwowie, po czym został zwolniony celem odbycia jednorocznej służby wojskowej. W 1912 został docentem austriackiego prawa politycznego, a w 1913 uzyskał habilitację na Wydziale Prawa i Umiejętności Politycznych Uniwersytetu Franciszkańskiego we Lwowie na podstawie prac Wywłaszczenia w ustawodawstwie angielskim (1845–1907). Szkic prawno-historyczny (Kraków 1912) i Cele „użyteczności publicznej” w rozumieniu powszechnego ustawodawstwa ekspropriacyjnego (Lwów 1911). Od 1919 kierował Katedrą Prawa Politycznego UJK. Pracował także 1919–1923 w nowo utworzonym Katolickim Uniwersytecie Lubelskim, gdzie był krótko dziekanem Wydziału Prawa i Nauk Społeczno-Ekonomicznych. Po zakończeniu I wojny światowej wstąpił do Wojska Polskiego. Został awansowany do stopnia porucznika ze starszeństwem z 1 czerwca 1919 w Korpusie Oficerów Piechoty.
Członek Komitetu Obywatelskiego i Polskiego Komitetu Narodowego we Lwowie w listopadzie 1918 roku. Był przewodniczącym Tymczasowego Komitetu Rządzącego we Lwowie powołanego 23 listopada 1918. Był zastępcą członka Rady Obrony Państwa w 1920 roku. W latach 1919–1927 poseł na Sejm Ustawodawczy oraz I kadencji w II RP. Był członkiem zarządu i członkiem klubu sejmowego Narodowego Zjednoczenia Ludowego (NZL), który współtworzył poprzez secesję ze Związku Ludowo-Narodowego (ZLN) w 1920 i z którego wystąpił wraz z grupą posłów w czerwcu 1921, doprowadzając tym samym do powstania Narodowo-Chrześcijańskiego Stronnictwa Ludowego (NChSL). Był od 4 czerwca 1920 trzecim z kolei (po Władysławie Seydzie i Macieju Rataju) przewodniczącym Komisji Konstytucyjnej Sejmu Ustawodawczego i odegrał znaczącą rolę w opracowaniu konstytucji marcowej (1921), przyczyniając się do rozdziału funkcji prezydenta i Naczelnego Wodza oraz ustanowienia parlamentu dwuizbowego.
Po wyborach w 1922 był prezesem klubu Chrześcijańsko-Narodowego, a po NChSL (od 1922 Stronnictwo Chrześcijańsko-Narodowe, SChN) z Chrześcijańsko-Narodowym Stronnictwem Rolniczym (ChNSR) należał do przywódców rozszerzonego SChN. W 1925 był sprawozdawcą uchwalonej wówczas ustawy o konkordacie. Po rozpadzie SChN w styczniu 1928 wycofał się z czynnego udziału w polityce i związał z powstałym wówczas Stronnictwem Narodowym (SN), wchodząc w skład jego lwowskich władz w 1934. W 1927 wznowił pracę naukową na Uniwersytecie Jana Kazimierza we Lwowie, gdzie zajmował się kwestią naprawy ustroju Rzeczypospolitej. W 1929 spędził dwa miesiące na badaniach współczesnych ustrojów państwowych w Muzeum Brytyjskim. W 1932 wystąpił wraz z innymi prawnikami z UJK (Oswald Balzer, Stanisław Głąbiński, Leon Piniński) przeciwko projektowi Lutostańskiego (reforma prawa małżeńskiego w duchu świeckim). Jego katedra została zlikwidowana przez ministra Jędrzejewicza w 1933, a sam Dubanowicz przeniesiony na emeryturę przez prezydenta Mościckiego w 1934. W 1935 roku został usunięty z SN w związku z przejęciem władzy w partii przez „młodych”. Był wykładowcą w ramach Studium Dyplomatycznego we Lwowie.
6 października 1939 Dubanowicz został z żoną i córkami wyrzucony przez NKWD z majątku leśnego w Hucie Pieniackiej, gdzie mieszkał od 1927. Po pobycie we Lwowie u teściowej Marii Cieńskiej został przez władze sowieckie 13 kwietnia 1940 deportowany z rodziną do sowchozu Myn-Bułak w rejonie Ajagöz w Kazachstanie, gdzie wykonywał prace rolne i hodowlane. Zwolniony po układzie Sikorski-Majski we wrześniu 1941, był z mianowania ministra i ambasadora RP w ZSRR Stanisława Kota mężem zaufania w Ajagöz od października do 22 grudnia 1941. Wiosną 1942 ewakuował się z grupą rodzin wojskowych przez Iran do Wielkiej Brytanii. Od 1 września 1942 przebywał w Londynie, przygotował pięć projektów ustaw ustrojowych w ramach Komisji Prac Ustawodawczych Ministerstwa Sprawiedliwości RP na emigracji. Należał do faszyzującej frakcji SN skupionej wokół Tadeusza Bieleckiego, z którą stronnictwa reprezentowane w rządzie emigracyjnym odmawiały współpracy. Podczas kryzysu rządowego po śmierci gen. Sikorskiego minister z ramienia SN Władysław Seyda, znajdujący się w opozycji wobec Bieleckiego, zaproponował premierowi Mikołajczykowi na konferencji z przedstawicielami stronnictw 10 lipca 1943 kandydaturę Dubanowicza jako umiarkowanego przedstawiciela bielecczyków na stanowisko w rządzie.
Zmarł na serce w Londynie, do czego przyczyniły się ciężkie warunki zesłania. Pochowany na cmentarzu Hampstead.

## Publikacje
- Uwłaszczenie dla użyteczności publicznej (1911)
- Rewizja konstytucji (1926)
- Ku stałemu ustrojowi Państwa Polskiego (1936)